# Fernand Quignon
Fernand Quignon, pseudonyme de Ferdinand Just Quignon, né le 20 septembre 1854 à Paris et mort dans la même ville le 31 janvier 1941 est un peintre français.

## Biographie
Ferdinand  Just Quignon naît le 20 septembre 1854, rue Saint-Sébastien dans l'ancien 8e arrondissement de Paris (actuel 11e arrondissement), fils de Napoléon Joseph Alexandre Quignon, ébéniste d'art, et de Victorine Félicité Tallot. Il décide de changer de prénom et se fait appeler Fernand Quignon. 
Il devient membre de la Société des artistes français en 1888 et il expose à leur Salon. Il obtient une médaille de troisième classe en 1888, une médaille de bronze  à l'Exposition universelle de Paris de 1889, une médaille de deuxième classe en 1891 et une médaille d'argent hors-concours .
Il meurt le 31 janvier 1941 à son domicile du 83 bis, boulevard Richard-Lenoir dans le 11e arrondissement de Paris,,.

## Œuvres dans les collections publiques

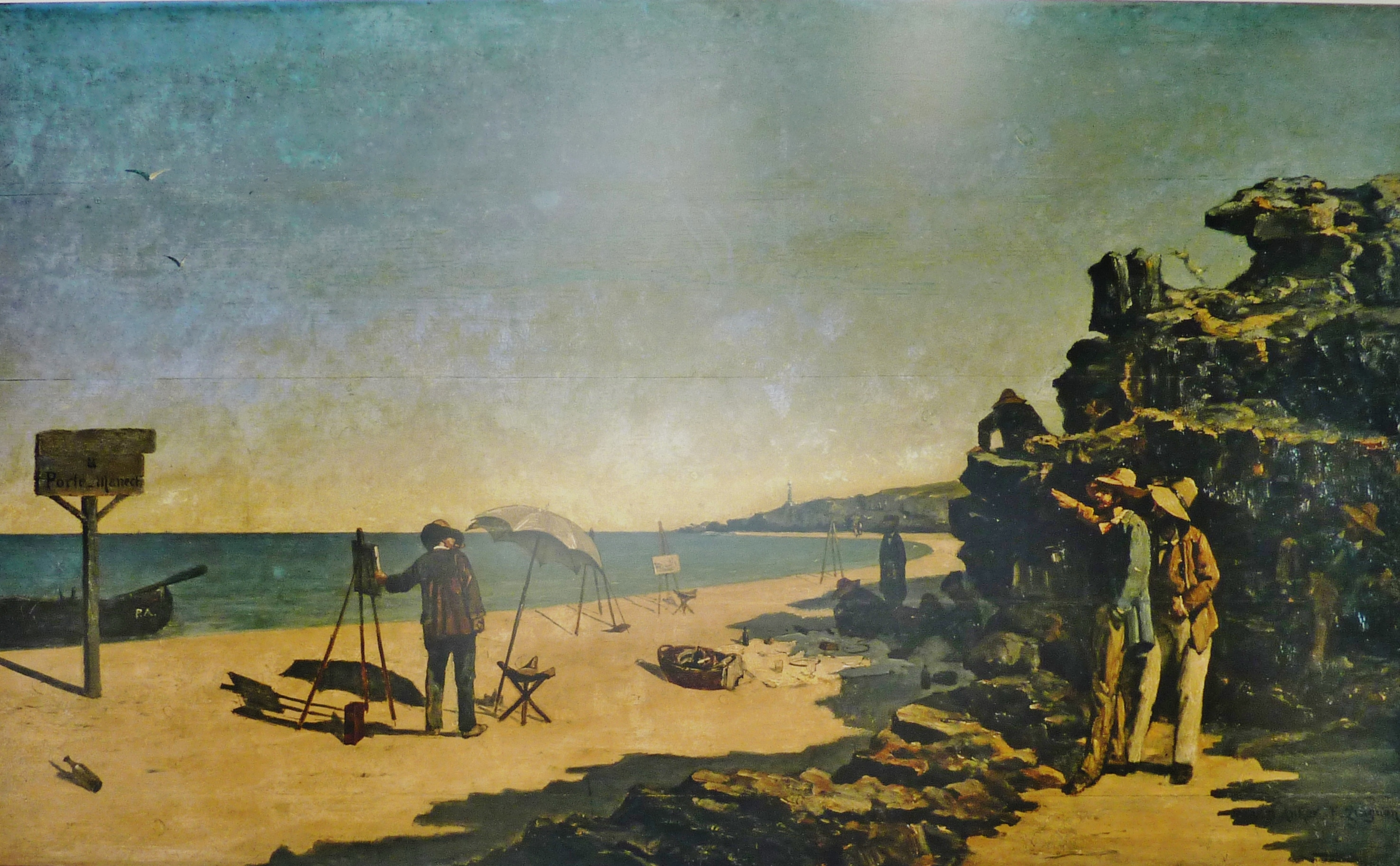
Enseigne de la pension Gloanec (vers 1880), huile sur bois, musée de Pont-Aven.

### Argentine
- Buenos Aires, musée national des Beaux-Arts : Les Blés.

### France
- Auvers-sur-Oise, musée Daubigny :
  - Disiaux au soleil ;
  - Soir couchant sur la plaine de Nesles ;
  - Les Toits rouges ;
  - La Ferme de Fontenelle-Sainfoins.
- Berck, musée de France d'Opale Sud :
  - Les Petits malades de l'hôpital maritime ;
  - Bateau à l'échouage
  - L'Église de Berckville.
- Boulogne-sur-Mer, château de Boulogne-sur-Mer : Pêcheurs de crevettes.
- Carcassonne, musée des Beaux-Arts : Le Sault à Ris.
- Le Havre, musée d'Art moderne André-Malraux :
  - Luzernes en ﬂeurs ;
  - Trèﬂes et coquelicots.
- L'Isle-Adam, musée d'Art et d'Histoire Louis-Senlecq :
  - L'Église d'Audinghen ;
  - Derniers rayons au hameau, 1900 ;
  - Avoines au Val de Nesles.
- Montauban, musée Ingres-Bourdelle : Barques de pêche sur une plage, 1889, localisation actuelle inconnue.
- Montreuil-sur-Mer, musée d'Art et d'Histoire Roger-Rodière :
  - Les Tranchées à Nesles ;
  - Les Champs ont reﬂeuri, dessin.
- Nantes, musée des Beaux-Arts :
- Paris :
  - Musée d'Orsay : 
    - Avoines en ﬂeurs, vers 1892[5];
    - Le Blé noir. Paysage, vers 1889[6];
    - Derniers rayons du hameau, vers 1900[7];
    - La Moisson, vers 1890[8] ;

  - Petit Palais :
    - Messidor ;
    - Étude de seigle ;
    - Seigles mûrs.
- Pont-Aven, musée de Pont-Aven : L'Enseigne de la pension Gloanec, 1882 ou 1883, en collaboration avec Hermanus-Franciscus Van den Anker.